# Preferisco il rumore del mare
Preferisco il rumore del mare è un film del 2000 diretto da Mimmo Calopresti.
È stato presentato nella sezione Un Certain Regard del 53º Festival di Cannes.

Il titolo del film è preso da un verso del poeta Dino Campana:
preferisco il rumore del mare

che dice fabbricare fare e disfare»

## Trama
La notte di capodanno Luigi, calabrese che ha fatto fortuna a Torino, accorre in ospedale dove è stato ricoverato il figlio Matteo. Dal momento del suo arrivo, Luigi ricorda i fatti salienti dell'ultimo anno, legati alla sua famiglia.
Un anno prima Luigi, in visita in Calabria alla madre, aveva incontrato il giovane Rosario, orfano di madre e rimasto solo dopo l'incarcerazione del padre. Luigi prende a cuore la sua situazione e si organizza per farlo venire a Torino, trovandogli alloggio e lavoro presso l'istituto per ragazzi disadattati di Don Lorenzo, un suo amico e benefattore. Rosario arriva così in città, ma i primi tempi si rivelano difficili per lui, ancora attaccato al suo paese; Luigi, che aveva vissuto una simile situazione, lo accoglie nei weekend in casa sua, facendogli conoscere suo figlio Matteo, un ragazzo asociale e problematico con una madre affetta da disturbi psichici. Matteo cercherà di coinvolgere inutilmente Rosario nel furto di soldi e dell'orologio del padre, che ha una relazione con una ragazza più giovane e nel frattempo deve far fronte a un'inchiesta giudiziaria per illeciti finanziari in cui è coinvolto il suocero, proprietario dell'azienda per cui Luigi lavora. I due ragazzi, coetanei, nonostante alcune divergenze iniziali e le diversità sociali, stringono una buona amicizia che li porterà a prendere coscienza di dover vivere la propria vita, senza lasciarsela indirizzare o influenzare dagli altri. La notte dell'ultimo dell'anno, Matteo, in un vero atto di ribellione nei confronti del padre, spesso assente e poco sensibile ai problemi del figlio, mette a soqquadro la loro splendida villa e tenta il suicidio ingerendo farmaci e alcol. Rosario, dopo aver soccorso l'amico, viene reputato da Luigi come responsabile del suo gesto e cacciato in malo modo. Decide così di ritornare in Calabria, per ricominciare una nuova vita.

## Critica
- Un dramma sommesso e ansioso che si affida ai personaggi di nascoste inquietudini e ferite taciute e ai rapporti sottili ma tenaci tra loro. Commento del dizionario Morandini che assegna al film tre stelle su cinque di giudizio.[2]
- Calopresti ripropone il film Amici per la pelle in una Torino dei giorni nostri (...) ma al suo terzo film, rallenta, nonostante (o per colpa di) Silvio Orlando. Commento del dizionario Farinotti.[3]

## Riconoscimenti
- 2000 - Nastro d'argento
  - Miglior attore protagonista (Silvio Orlando)